# Karl Korn (Publizist, 1908)
Karl Korn (* 20. Mai 1908 in Wiesbaden; † 10. August 1991 in Bad Homburg vor der Höhe) war ein deutscher Publizist, Journalist, Schriftsteller und Geisteswissenschaftler. Er war in der Zeit des Nationalsozialismus als Redakteur publizistisch tätig. In der Nachkriegszeit war er Mitbegründer der Frankfurter Allgemeinen Zeitung, zu deren Herausgeberkollegium er bis 1973 gehörte.

## Leben

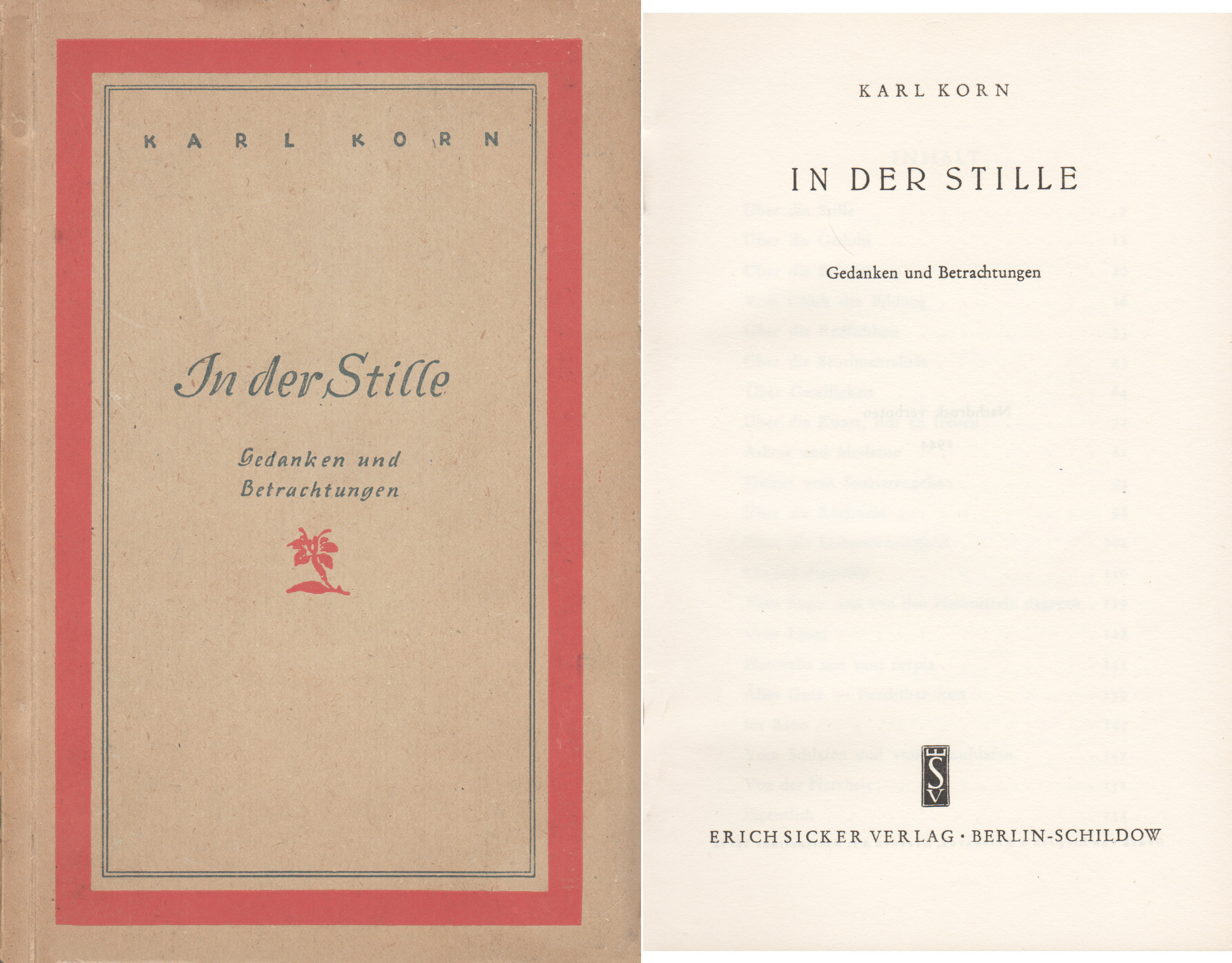
In der Stille von Karl Korn (1944)

Korn wuchs im Rheingau auf und besuchte die Diltheyschule in Wiesbaden. Ab 1927 studierte er Philologie an der Johann Wolfgang Goethe-Universität Frankfurt am Main, wo er 1931 das Staatsexamen ablegte und 1932 promoviert wurde. 1932 bis 1934 war er Lektor an der Faculté des Lettres und am Lycée des Garçons in Toulouse.
In der Zeit des Nationalsozialismus arbeitete er von 1934 bis 1937 als Redakteur beim Berliner Tageblatt, danach bei der Literaturzeitschrift Neue Rundschau. Von Mai bis Oktober 1940 war er Leiter des Feuilletons der neu gegründeten Wochenzeitung Das Reich, der unter den staatlich gelenkten Presseorganen die Sonderrolle zugedacht war, unter Vermeidung gestanzter Propagandaformeln und unter Ausnutzung eines gewissen Spielraums für gelegentliche moderat regimekritische Beiträge die Akzeptanz des NS-Staates bei bürgerlich konservativen und liberalen Lesern im In- und Ausland zu verbessern.
Seine Beiträge für das Reich waren nach dem Urteil von M. Payk den „nationalsozialistischen Mustern beträchtlich“ angenähert und lassen „nur noch wenig Spielraum für alternative Leseweisen“. Seine am 29. September 1940 veröffentlichte Besprechung des antisemitischen Spielfilms Jud Süß trug ihm später den Vorwurf ein, als „Handlanger des Antisemitismus“ gedient zu haben. Auch mit zahlreichen antifranzösischen Beleidigungen entsprach Korn nicht dem später gezeichneten Bild eines entschiedenen Regimegegners, der gezwungen gewesen sei, seine oppositionelle Haltung nur indirekt und verschlüsselt zum Ausdruck zu bringen. Bereits im Oktober 1940 wurde Korn aus seiner Stellung wieder entlassen, weil er in einem ansonsten lobenden Beitrag zum „Tag der deutschen Kunst“ kritische Bemerkungen über die „verbrauchte malerische Technik“ eines im Münchner Haus der Kunst ausgestellten Gemäldes des Malers Karl Truppe geäußert hatte. Obwohl er nach einiger Zeit wieder gelegentliche Beiträge in der Zeitschrift publizieren konnte und sein Name weiter im Verzeichnis der „Schriftleiter“ angeführt wurde, bedeutete die Entlassung das Ende seiner journalistischen Karriere im NS-Pressewesen.
Zum 1. April 1941 wurde Korn zur Grundausbildung in die Wehrmacht einberufen und anschließend in der Berliner „Inspektion für Bildung und Heer“, in der ansonsten hauptsächlich kriegsversehrte Wehrmachtsoffiziere Verwendung fanden, in der Stellung eines Sonderführers im Hauptmannsrang mit vorwiegend technischen und logistischen Aufgaben bei der Herstellung und dem Vertrieb von „Tornisterschriften“ für die Wehrmacht, unter anderem der Heftreihe Erziehung und Bildung im Heer, betraut. Im August 1944 wurde er für eine geplante Verwendung im Feldeinsatz, über die wenig bekannt ist, nach Südwestdeutschland versetzt. Wahrscheinlich im April 1945 geriet er in französische Kriegsgefangenschaft.
Nach der Entlassung aus der Kriegsgefangenschaft im Jahr 1946 arbeitete Korn zunächst als Journalist in Berlin, von wo er 1948 zur Allgemeinen Zeitung nach Mainz ging.
Er gründete 1949 mit Hans Baumgarten, Erich Dombrowski, Paul Sethe und Erich Welter die Frankfurter Allgemeine Zeitung, zu deren Herausgeberkollegium er bis 1973 gehörte. Als Leiter des Feuilletons prägte er den Stil der Frankfurter Allgemeinen Zeitung in den fünfziger und sechziger Jahren maßgeblich.
Eine Sammlung von Essays, in denen er sich kritisch mit der Entwicklung der deutschen Sprache auseinandersetzte, veröffentlichte er 1958 unter dem Titel Sprache in der verwalteten Welt. Die Sprache sei das „Herz- und Kernstück der Tradition“, die es gegen Pseudomodernisten zu verteidigen gelte.
Korn galt als wertkonservativer, für neue kulturelle und gesellschaftliche Strömungen aufgeschlossener Publizist. Schon früh setzte er sich für das Werk von Künstlern wie Alfred Andersch, Ingmar Bergman, Heinrich Böll und Wolfgang Koeppen ein. Er verstand sich als „Europäischer Patriot“, dem die Versöhnung zwischen Deutschland und Frankreich, gegen das er noch 1940 im Sinne der NS-Propaganda agitiert hatte (siehe oben), und die europäische Einigung am Herzen lagen.

## Kontroverse
Korn vermied in der Nachkriegszeit die öffentliche Auseinandersetzung mit der eigenen Haltung während der NS-Zeit. Er geriet in die öffentliche Kritik, als der österreichische Publizist und Romanautor Kurt Ziesel, seinerseits während der NS-Zeit als Journalist ein engagierter Antisemit und Nationalsozialist, Korn seit 1957 in die öffentlichen Attacken einbezog, mit denen er politische belastete Journalisten und Kulturschaffende, die nach dem Krieg von ihren früheren Positionen abgerückt waren, für ihren „Verrat“ zur Rechenschaft ziehen wollte, weil sie sich aus seiner Sicht durch ihren Einsatz für eine demokratische Entwicklung der Nachkriegsgesellschaft in Deutschland und Österreich „aus Feigheit, Geldgier oder Opportunismus an der Lebenskraft unseres Volkes [versündigten] und damit zu Mitschuldigen und Kumpanen der bolschewistischen Weltrevolution“ machten. Ziesel machte Aussagen aus Korns Beiträgen für das Reich, insbesondere dessen positiver Würdigung des Films Jud Süß, wieder publik und bezeichnete ihn dafür als „Handlanger des Antisemitismus“, außerdem stellte er ihn wegen seiner anschließenden Tätigkeit in der Wehrmacht als Drückeberger und als „NS-Erzieher und Verteiler von Schulungsmaterial“ dar. Korn und die übrigen Herausgeber der FAZ waren anfangs bestrebt, den Anschuldigungen nicht durch öffentliche Erwiderungen zusätzliche Aufmerksamkeit zu verschaffen, aber als die Vorwürfe von anderen Presseorganen aufgegriffen wurden, versuchte Korn im Juli 1959, Ziesel und dessen Münchner Verlag die Vorwürfe auf dem Weg einer einstweiligen Verfügung gerichtlich untersagen zu lassen. Ein Urteil des Landgerichts München wollte dem Antrag Korns nur in wenigen Punkten stattgeben, weil die meisten Vorwürfe durch Tatsachen begründet und auch die Bezeichnung als „Handlanger des Antisemitismus“ durch die angeführte Filmrezension ausreichend belegt sei. Vom Oberlandesgericht wurde das Urteil der ersten Instanz dann am 23. März 1960 aufgehoben und dem Antrag Korns in fast allen Punkten stattgegeben, aber speziell die Untersagung der Bezeichnung als „Handlanger des Antisemitismus“ wurde erneut abgelehnt.

## Ehrungen
- 1974: Bundesverdienstkreuz I. Klasse
- Commendatore dell’ordine als merito della Repubblica Italiana
- Chevalier des Palmes Académiques
- Mitglied der Deutschen Akademie für Sprache und Dichtung

## Schriften (Auswahl)
- Studien über „Freude und Trûren“ bei mittelhochdeutschen Dichtern. Beiträge zu einer Problemgeschichte. Phil. Dissertation, Frankfurt. – Leipzig, 1932, VI, 139 S. (auch im Buchhandel als: Von deutscher Poeterey, Band 12).
- Übergänge. Beiträge zur geistigen Situation. Berlin: Minerva-Verlag, 1946, 148 S.
- Die Rheingauer Jahre. Minerva-Verlag, Berlin 1946, 104 S. (S. Fischer, Frankfurt a. M. 1955, 108 S.).
- Die Rheingauer Jahre [Autobiographie 1912–1926]. Frankfurt am Main: Societäts-Verlag 1993, ISBN 3-7973-0443-9, 198 S. (2. Auflage: 1993).
- Lange Lehrzeit. Ein deutsches Leben. [Der Schwerpunkt dieser Autobiographie liegt in der Zeit des Dritten Reiches bis 1940]. Societäts-Verlag, Frankfurt am Main 1975, ISBN 3-7973-0272-X, 314 S.
- Sprache in der verwalteten Welt [Essays]. Verlag Heinrich Scheffler, Frankfurt am Main 1958, 195 S. (2., erg. Auflage. Olten, Freiburg i. Br. Walter, 1959, 229 S.)
- Über Land und Meer. Journal aus 3 Jahrzehnten. [Reisen Karl Korns]. Frankfurter Societäts-Verlag, Frankfurt 1977, ISBN 3-7973-0301-7, 328 Seiten.
- Zola in seiner Zeit. Societäts-Verlag, Frankfurt am Main 1980, ISBN 3-7973-0362-9, 441 S. (Ullstein, 1984).
- Rheinische Profile. Stefan George, Alfons Paquet, Elisabeth Langgässer. Neske, Pfullingen 1988, ISBN 3-7885-0309-2, 184 S.

### Beiträge in Zeitschriften
- ‘in der verwalteten Welt’. In: Sprache im technischen Zeitalter, 1963, Nr. 5, S. 365–371.